# 长城马拉松
长城马拉松是传统上每年5月第三个星期六在北京东长城天津段黄崖关一带举办的一年一度马拉松比赛。因它首先于1999年开始，积累了数百参与者。作为本地组织的活动，它提供了全套的赛跑选择，包括全马（42.2公里）、半马（21.1公里）、10公里和5公里。除了主马拉松外，半马、10公里和5公里一直举办到2012年。2013年首次使用8.5公里的“募捐长跑”取代了5公里和10公里。这对参与者来说比传统马拉松艰难得多，有5,164个石阶，多有陡峭的上下坡。
首个和最长的国际马拉松跑完全是在中国长城。路线穿过长城在北京东北120公里密云区北一段的司马台和长城在北京东北125公里滦平县多山地区段的金山岭。

## 赛跑条件
由于极端的路线条件，被认为是最具挑战性的冒险马拉松之一。包含20000多个无情的石阶，许多从几厘米到40多厘米高度不等，与许多原来的部分相比多一点瓦砾，及在世界上最古老和最知名的结构之一不少于30公里的奔跑经历。
路段上长城的一小部分已经恢复，大部分长城仍处于原始状态，处于废墟之中。跑步者会遇到松动的石头、碎石、失踪的台阶、摇摇欲坠的墙壁以及自然被树木和植物所占据的部分。跑步者必须格外小心，因为在比赛过程中的赛段上，必须离开长城，沿着墙边的小径跑，以避免极度危险。跑步者身体要健康，体形要特别好，因为这项马拉松可能非常艰苦。赛跑的每一赛段将提供不同的挑战。建议训练，以帮助您的身体准备好这项比赛。

## 路线高度
中国长城马拉松各赛段高度不同，从起点的200米（约650英尺）到东20楼的最高点。被石头拱卫的塔沿着长城分布，间距约200到300米。石阶和走道随着地面的上下轮廓连接塔。
这对跑步者产生的影响类似于间歇训练，需要努力攀登，随后是恢复期。作为长城的准备工作的一部分，定期培训受到高度推荐。

## 时间限制
所有赛跑都有10小时限制，开始时间约上午6时，下午4时截止。参赛者必须保持速度高于路线的时间限制才能完成比赛。

## 冠军
关键字：
  赛事纪录
| 届数   | 年   | 男子冠军                         | 时间 (小时:分钟:秒) | 女子冠军                       | 时间 (小时:分钟:秒) |
| ------ | ---- | -------------------------------- | ------------------- | ------------------------------ | ------------------- |
| 第1届  | 1999 | 尼尔斯-马格努斯·延森（丹麦）     | 3:16:55             | 克斯蒂·雅科布森（丹麦）        | V                   |
| 第2届  | 2000 | 马丁-格隆霍尔·斯泰恩巴赫（丹麦） | 4:11:29             | 因格利塞·延森（丹麦）          | 5:22:30             |
| 第3届  | 2001 | Zi Jixiang（中国）               | 3:50:24             | 吉尔·威斯滕拉（新西兰）        | 4:06:07             |
| 第4届  | 2002 | Zi Jixiang（中国）               | 3:41:30             | 莉斯贝丝·尼尔森（丹麦）        | 4:12:42             |
| –      | 2003 | 未举办                           | 未举办              | 未举办                         | 未举办              |
| 第5届  | 2004 | 约瑟夫·蔑斯拉赫（奥地利）        | 3:38:35             | 萨拉·库克（英国）              | 4:26:03             |
| 第6届  | 2005 | 格雷戈里·福伊特（美国）          | 3:25:13             | 珍妮弗·伯特纳（美国）          | 4:30:57             |
| 第7届  | 2006 | 大卫·阿登（英国）                | 3:38:07             | 玛格丽特·斯图亚特（新西兰）    | 4:16:58             |
| 第8届  | 2007 | 萨尔瓦多·卡尔沃（西班牙）        | 3:23:10             | 萨拉·温特（新西兰）            | 3:50:21             |
| 第9届  | 2008 | 罗穆亚尔多·桑切斯（墨西哥）      | 3:18:48             | 莉恩·朱尔（南非）              | 4:09:10             |
| 第10届 | 2009 | 贾斯汀·沃克（美国）              | 3:40:54             | 乔安娜·戈斯（新西兰）          | 4:03:23             |
| 第11届 | 2010 | 佟强（中國香港）                 | 3:24:44             | 伊内丝-安妮·哈根（荷兰）       | 3:56:38             |
| 第12届 | 2011 | 运艳桥（中国）                   | 3:18:48             | 玛丽·考里（芬兰）              | 4:11:19             |
| 第13届 | 2012 | 路易斯·阿隆索·马科斯（西班牙）   | 3:39:28             | 玛丽·考里（芬兰）              | 4:10:43             |
| 第14届 | 2013 | 豪尔赫·马拉维利亚（美国）        | 3:09:18             | 西尔维娅·塞拉菲尼（義大利）    | 3:32:12             |
| 第15届 | 2014 | 厄内斯托·奇拉韦尼亚（義大利）    | 3:33:56             | 索菲亚·加西亚·巴多尔（西班牙） | 3:57:25             |
| 第16届 | 2015 | 沈剑锋（中国）                   | 3:41:40             | 埃莉诺·富夸（美国）            | 4:18:35             |
| 第17届 | 2016 | 沈剑锋（中国）                   | 3:30:49             | 汉娜·穆尔-哈钦森（加拿大）     | 4:25:35             |
| 第18届 | 2017 | 马尔辛·斯威尔茨（波兰）          | 3:14:34             | 索菲·内尔松（瑞典）            | 4:11:21             |
| 第19届 | 2018 | 奥斯卡·佩雷戈（義大利）          | 3:51:12             | 奥莉加·巴拉诺娃（俄罗斯）      | 4:28:59             |
| 第20届 | 2019 | 道格拉斯·威尔森（澳大利亚）      | 3:25:25             | 卡利·卡维（美国）              | 4:12:27             |
|        | 2020 | 没有举办                         | 没有举办            | 没有举办                       | 没有举办            |
|        | 2021 | 没有举办                         | 没有举办            | 没有举办                       | 没有举办            |
|        | 2022 | 没有举办                         | 没有举办            | 没有举办                       | 没有举办            |
|        | 2023 | 没有举办                         | 没有举办            | 没有举办                       | 没有举办            |
| 第21届 | 2024 | 马克·迪克森（英国）              | 3:43:32             | 纳德热·佩尔森（法國）          | 4:36:34             |

### 2003
2003年，因严重急性呼吸系统综合症流行病疫情，信天翁冒险马拉松取消了长城马拉松。

### 2007
胜者是萨尔瓦多·卡尔沃，3小时23分10秒的成绩将之前的路线纪录打破了4分钟。

### 2008
2008年5月17日，周六：上届纪录又被打破，这次是首次参加长城马拉松的墨西哥人罗穆亚尔多·桑切斯·加里塔。他的完赛时间是3小时18分48秒。场上最快的女人是南非人莉恩·朱尔，以4小时9分10秒完赛。

### 2009
2009年5月16日，周六：四个距离跑有1,363个跑者。40多个国家参赛。

### 2010
2010年5月15日，周六：来自世界各地的创纪录的1,748名参赛者跑了四个路程跑。

### 2011
2011年5月21日，周六

### 2012
2012年5月18日，周六：最快的马拉松跑者是：
路易斯·阿隆索，西班牙，3:39:28
玛丽·考里，芬兰，4:10:43

### 2013
2013年5月18日，周六：最快的马拉松跑者是：
豪尔赫·马拉维利亚（美国）、迪米特里斯·西奥多拉卡科斯（希腊）和乔纳桑·怀亚特（新西兰），以创纪录的3小时9分18秒一同穿过终点线
西尔维亚·塞拉菲尼，意大利，3小时32分12秒（女子新纪录）
半马由乔弗雷·德比尔德令以1小时38分56秒赢得。

### 2014
2014年5月17日，周六

### 2015
2015年的比赛在5月16日周六举办。

### 2019
2019年的赛事在5月18日周六举行。

### 2020
因2019冠状病毒病疫情，2020年的赛事取消。

### 2021
因2019冠状病毒病疫情，2021年的赛事取消。

### 2022
因2019冠状病毒病疫情，2022年的赛事取消。